# الوكالة الوطنية العراقية للأنباء
الوكالة الوطنية العراقية للأنباء (بالإنجليزية: National Iraqi News Agency (NINA))‏ أول وكالة أنباء حرة مستقلة في العراق والمنطقة أسست بتاريخ 15 تموز 2003 وتنضوي وكالة الأنباء الوطنية العراقية تحت مظلة منظمة أوروك الإعلامية العراقية المستقلة، وقد بدأت الوكالة بثها في 15 يوليو 2003 معتمدة على حضورها في قلب الأحداث العراقية والمنطقة العربية.
تعتمد الوكالة في تغطية الأحداث على شبكة من المراسلين يتوزعون في معظم محافظات العراق إضافة إلى عدد من المراسلين في الدول العربية المجاورة.
يعمل فريق التحرير في الوكالة على تحديد الثوابت الأساسية لعمله إلا وهي الصحافة الصادقة والتركيز على تقديم إعلام مهني لا يقل في رقي مستواه عن ما يقدم في الوسائل الإعلامية العربية الأخرى، كما يؤكد الفريق على إمتاع القارئ وتقديم ما يجذب انتباهه ليشبع اهتماماته مع توفير المتعة في نفس الوقت عبر محتويات ما يقدم.
تقدم الوكالة الأخبار حالي بثلاث لغات هي العربية والكوردية والإنكليزية وتسعى لتقديم الخبر بلغات أخرى كما تحرص دائماً على تقديم الأخبار لكل فئة بلغتها لتجعلها أخبار مفيدة وممتعة للجميع.

## الأعضاء
- رئيس مجلس الإدارة مؤيد اللامي
- المدير التنفيذي شفيق العبيدي
- رئيس التحرير حافظ الراوي

## تاريخ
بعد دخول القوات الأمريكية بغداد في نيسان عام 2003 اقدم الحاكم العسكري الأمريكي بول بريمر على حل وكالة الأنباء العراقية /واع/ الوكالة الرسمية الوحيدة العاملة في العراق منذ عام 1959 ومصدر الأخبار للصحف ومحطات التلفزة والإذاعات مما أدى إلى خلو الساحة العراقية من أي وكالة أنباء يمكن اعتماد أخبارها في نقل الأحداث إلى عامة الجمهور مما دفع بعدد من العاملين في وكالة الأنباء العراقية المنحلة وخاصة المتميزين منهم في مهنية العمل الصحفي إلى التفكير بأهمية إيجاد بديل فاعل لـ واع ليأخذ دوره في رفد الصحف والقنوات الفضائية والإذاعات والمصادر الإعلامية الأخرى وخاصة مع التوسع في انتشارها.
وكانت البداية في الخامس عشر من تشرين الأول عام /2005 / حيث انطلقت هذه الوكالة الفتية مع نخبة من العاملين المتميزين لتجد هذه النخبة نفسها وهي المؤهلة لهذه المهمة بحكم خبرتها الميدانية التي قد تمتد لأكثر من 30 سنة في مدرسة ميدانية غاية في الأبداع ألا وهي وكالة الأنباء العراقية لاحتضان الوليد الجديد.
وشقت وكالة /نينا/ طريقها في ساحة الأحداث بكل اقتدار وأصبحت خلال فترة قصيرة من عمرها كينبوع مهم للأخبار لما اتسمت به من حيادية وموضوعية ودقة في المعلومة وصياغة فنية متكاملة ومتميزة مما شجع العديد من المنظمات الدولية للاتفاق معها لدعم مشروعها الإخباري.
وبعد سبعة أشهر من انطلاقتها دخلت /نينا/ في ميدان تشفير نشرتها وأصبح الدخول للموقع مقابل اشتراك مالي لتمول عملها ولكي تحافظ على نهجها المستقل الذي اختطته لنفسها منذ انطلاقتها.
ورغبة من الوكالة في توسيع خدماتها لمشتركيها فقد انطلقت في الثامن من حزيران عام 2006 نشرة الوكالة الإخبارية باللغة الإنكليزية بالإضافة إلى العربية.
وانضمت الوكالة إلى منظمة أنباء آسيا والباسفيك /اوانا/ في الخامس والعشرين من شهر تشرين الثاني عام 2010 خلال الاجتماع الذي عقدته في إسطنبول لتشغل المقعد الذي كانت تحتله وكالة الأنباء العراقية /واع/ قبل حلها من قبل سلطة الاحتلال الأمريكي للعراق لتصبح /نينا/ العضو رقم 44 بالمنظمة.
وشاركت / نينا / في أعمال مؤتمر / اوانا / بدورته الخامسة عشرة التي عقدت في موسكو إلى جانب أكثر من /40/ وكالة أنباء من آسيا والباسفيك كما شاركت الوكالة في المؤتمر الدولي الرابع لوكالات الأنباء بالرياض في المملكة العربية السعودية للفترة من 17 ولغاية 21 من كانون الأول عام 2013.
لقد وضعت وكالة /نينا/ وضمن خططها المستقبلية التوسع في فتح المزيد من المكاتب وبشكل خاص في المنطقة العربية والدول الآسيوية وترتبط / نينا / باتفاقيات ثنائية مع عدد من وكالات الأنباء المنضوية في إطار المنظمة لتعزيز التبادل الخبري والمعلومة والاطلاع على مستجدات التقدم العلمي في هذا الإطار.
وتشترك في نشرة /نينا/ العشرات من القنوات الفضائية والإذاعات المحلية والصحف والمراكز الإعلامية والسفارات الأجنبية والوزارات والمؤسسات الرسمية إضافة إلى شخصيات سياسية متنوعة الاتجاهات.
وتولت /نينا/ مهمة تغطية الأحداث السياسية والأمنية والاقتصادية والاجتماعية والرياضية والفنية منذ انطلاقتها وفي عموم محافظات العراق. إذ تمتلك شبكة من المراسلين مستخدمة كل الوسائل التقنية المتقدمة في إيصال الخبر والمعلومة والتقرير إلى مشتركيها بكل أمانة وصدق ومهنية عالية.
وقد سجلت سبقا صحفيا متميزا في مختلف ميادين الأحداث وتبث الوكالة أكثر من 120 خبقرا في اليوم الواحد وهو رقم يستحق الوقوف عنده كمنجز كبير في الأعلام العراقي.
واستطاعت /نينا/ أن تكون الوكالة الأولى في العراق ويتم التعامل معها رسميا من قبل الدولة ووزاراتها إضافة إلى الحركات السياسية ومنظمات المجتمع المدني وأخبارها تؤخذ بشكل رسمي من كل جهة عربية وأجنبية. وتمكنت بعملها المتميز من كسب احترام الجميع في ظروف بالغة الدقة والخطورة في العراق خاصة خلال الأعوام 2006 و2007 و2008حيث الصراع الدموي بين الفئات العرقية والدينية والطائفية والسياسية والنفوذ الخارجي على اشده.
وساهمت بكل جهدها وخبرة محرريها في إطفاء الفتن بالابتعاد عن الإثارة وعن الأخبار التي تؤجج الخلافات الطائفية وعملت في توجهاتها على أن يعم الاستقرار العراق ويكون حرا موحدا ومستقلا.
وبعد أن تخلت المنظمات الداعمة للأعلام المستقل عن دعمها لأنشطة الوكالة بسبب الظروف الاقتصادية التي مر بها العالم، تقدمت نقابة الصحفيين العراقيين كداعم لهذا الصرح الإعلامي وهي الجهة القانونية للصحفيين في العراق، وكما هو عهدها في دعم الأنشطة الإعلامية المتميزة، لتستقر /نينا/ على خطها الحيادي المستقل الذي لا ينحاز ألا لقضايا المواطن ومعاناة الشعب العراقي.
وفي مجال التدريب أسهمت الوكالة الوطنية العراقية للأنباء /نينا/ في تدريب المئات من الصحفيين العاملين في الصحف المحلية والقنوات الفضائية والإذاعات المحلية والمؤسسات والمكاتب الإعلامية إلى جانب الدورات التدريبية التي تنظمها بين الحين والأخر لطلبة كليات الأعلام في الجامعات العراقية.

## وصلات خارجية
- وكالة الانباء الوطنية العراقية (الموقع الرسمي) نص النظام الداخلي للوكالة: تعديل النظام الاساسي لوكالة الانباء الوطنية العراقية (ونا) (النص الكامل)